# Коммунистическая партия (Сербия)
Коммунисти́ческая па́ртия (КП; KP; серб. Комунистичка партија/Komunistička Partija) — бывшая политическая партия в Сербии коммунистического толка. Создана 28 ноября 2010 года, формально состоит в оппозиции к правящим партиям. Лидером партии является Иосип Броз Йошка, внук Иосипа Броза Тито (отец Иосипа Броза-младшего, Жарко Броз, был старшим сыном Иосипа Броза-старшего).

## Цели и задачи
КП, основываясь на творческом развитии марксизма-ленинизма, основными целями ставит ориентацию общества на социалистический путь развития, ведущий к строительству общества социальной справедливости, основанного на принципах коллективизма, свободы, равенства, выступает за народовластие, укрепление сербский государственности.
Основными задачами КП являются:
- активное участие в политической жизни общества, содействие выявлению и выражению политической воли граждан, участие в выборах и референдумах для обеспечения подлинного народовластия в Республике Сербии, oдной из своих задач партия видит восстановление СФРЮ;
- политическое образование граждан, внедрение в общественное сознание коммунистической идеологии, патриотизма и пролетарского интернационализма.

## Международное представительство
КП в настоящее время не является членом какой-либо международной организации, планирует подать заявку на членство в Партии европейских левых. Поддерживает связи с КПРФ.

## Участие в выборах
На парламентских выборах в Сербии 2012 году, Коммунистическая партия выступила как независимая партия с кандидатом Иосипом Броз Йошкой. За неё проголосовали 28,977 или 0,74% голосов и, таким образом, партия не смогла попасть в Парламент Сербии. Согласно исследованию русского агентства «Inside», на следующих выборах КП может набрать 3,94% голосов.
На парламентских выборах в Сербии 2014 году, Коммунистической партия выступила в коалиции с Черногорской партии (коалиция получила 6,388 или 0,18% голосов), но вновь не смогла войти в Парламент Сербии. 
На парламентских выборах в Сербии 2016 году, Коммунистическая партия выступила в коалиции с Социалистической партией Сербии и партией «Единая Сербия» (коалиция получила 413,770 или 10,95% голосов) и вошла в состав Парламента Сербии с одним депутатом (депутат Иосип Броз Йошка).
В январе 2022 года было объявлено, что Коммунистическая партия сменила название на Сербские левые, а президентом был избран Радослав Милойчич. В выборах 2022 года партия участия не принимала.